# Dél-szibériai rassz
A dél-szibériai rassz (régiesen turanid rassz vagy turáni rassz) modern kortárs nevén: europo-mongoloid fenotípus egy fizikai antropológiai koncepció, amellyel elsősorban a közép-ázsiai népesség egy részét írták le a 19. század második felében és a 20. században. A feltételezések szerint legkésőbb az i. e. 2. és 1. évezredben a cro magnonid típusból alakult ki, melyet gyenge tungid hatás ért. Lipták Pálnál c típusként szerepel. Másik neve andronovó típus. Külön rassz mivoltát modern kutatók kétségbe vonják, míg más vélemények szerint a két nagyrassz embertípus (europid és mongoloid) közös őse is lehet. Azonban a mongoloid és kaukázusi "közös ős" elméletet a genetikai kutatások megcáfolták, mivel a mongoloid (ázsiai) nagyrassz genetikailag jóval közelebb áll a fekete afrikai (negroid) nagyrasszhoz mint a fehér (kaukázusi) népcsoportokhoz. Tehát a "közös ősből" való kifejlődés helyett valószínűleg a két külön nagyrassz a mongoloid (ázsiai) és a kaukázusi (fehér) keveredéséről van szó, amire a közép-ázsiai térségben került sor. Ma már inkább az europo-mongoloid kifejezést használják a modern antropológiában, utalva arra, hogy a kaukázusi (fehér) nagyrassz és a mongoloid (sárga) nagyrassz keveredéséről van szó.
Jellemzően a kontinens sztyeppi övezetében alakult ki, s a mai napig az itt élő népeknél a leggyakoribb. Számtalan kevert formája létezik, attól függően, hogy az europid vagy a mongoloid jellegek a dominánsak.

## Elterjedése
Legvalószínűbben a korai hunok óta vált Belső- és Közép-Ázsia népeinek gyakori embertani típusává. Mivel e kortól kezdve a török népek terjeszkedése volt a döntő (egészen a 16. századig), e jellegek tovább erősödtek a térségben, keveredve a különböző őslakos népekkel – elsősorban az iráni, és kaukázusi népességgel – de hatásuk megtalálható Nyugat-Indiában is.
Fő alkotóelemként elsősorban a közép-ázsiai török népeknél (kazakok, üzbégek, karakalpakok), a Belső-Ázsia területén, Északnyugat-Kínában élő ujguroknál, valamint a kelet-európai erdős sztyeppeövezet kipcsak-török népeinél (baskírok és tatárok) találhatjuk.
A klasszikus antropológiai elképzelések alapján turanid embertípus a mai napig a magyarság fő alkotóeleme, ellentétben a környező népekkel (osztrákok, szlovákok, románok, délszlávok), ahol egyáltalán nem vagy csak jóval kisebb arányban fordul elő. A mai magyar népességben ennek a típusnak a gyakorisága 10% . Altípusai közül az europidosabb változatok vannak többségben. Az erősen mongoloidos turanid csak a magyarok 0,5%-ára jellemző. A magyar lakosság között elsősorban az Alföldön, a Dunántúlon, a középhegységekben és a Székelyföldön élő őslakos eredetű népességben található tisztább formákban. A kunokkal, besenyőkkel szintén a turáni és pamíri elemek gyarapodtak hazánkban.

## A név eredete
A turáni elnevezés Turánra, a közép-ázsiai sztyeppéket jelölő ókori eredetű földrajzi névre utal.

## Külső hivatkozások
- A magyar ember